# Pascal Sohm
Pascal Sohm (* 2. November 1991 in Künzelsau) ist ein deutscher Fußballspieler. 

## Karriere
Sohm spielte ab 2009 für die erste Mannschaft des FSV Hollenbach, mit der er 2010 als Verbandsligameister in die Oberliga Baden-Württemberg aufstieg. Dort zeichnete sich Sohm in den folgenden drei Spielzeiten regelmäßig als Torschütze aus. Anschließend wechselte er im Sommer 2013 in die Regionalliga Südwest zum SSV Ulm 1846 Fußball. Dort etablierte sich Sohm sofort als Stammspieler und erzielte im Saisonverlauf sechs Treffer. Dem SSV Ulm 1846 wurde am Ende der Saison 2013/14 die Lizenz für die Regionalliga verweigert und Sohm, der im Sturm sowohl im Zentrum als auch auf den Außenbahnen agieren kann, wurde nach überzeugenden Leistungen im Probetraining vom Drittligaaufsteiger SG Sonnenhof Großaspach verpflichtet. 2018 wechselte Pascal Sohm dann für eine Ablöse von 300.000 € zum Halleschen FC. Im Juli 2020 wechselte er zur SG Dynamo Dresden, die in der Vorsaison abgestiegen war. In der Saison 2020/21 wurde er mit dem Verein Drittligameister und stieg so in die 2. Bundesliga auf. Im Januar 2022 wechselte Sohm zurück in die 3. Liga zum SV Waldhof Mannheim. Im Sommer 2024 verließ er den Verein. Nach einem halben Jahr ohne neuen Verein gab er im Januar 2025 das Ende seiner Profikarriere bekannt und schloss sich wenige Tage später dem württembergischen Verbandsligisten Türkspor Neckarsulm an.

## Privates
Sohm ist seit August 2022 Vater eines Sohnes. Er wohnt bei Öhringen.